# Buspiron
Buspiron (łac. Buspironum) – organiczny związek chemiczny, lek psychotropowy o działaniu anksjolitycznym (przeciwlękowym) z grupy azapironów. Jest agonistą receptora 5-HT1a, nie ma powinowactwa do receptorów GABA, jest antagonistą receptorów dopaminowych D3 i D4. Buspiron wykazuje działanie przeciwlękowe po około 2 tygodniach, przez co nie jest wykorzystywany w leczeniu ataków paniki. Nie wykazuje właściwości przeciwdrgawkowych, sedacji ani uzależnienia. Nie nasila działania alkoholu.

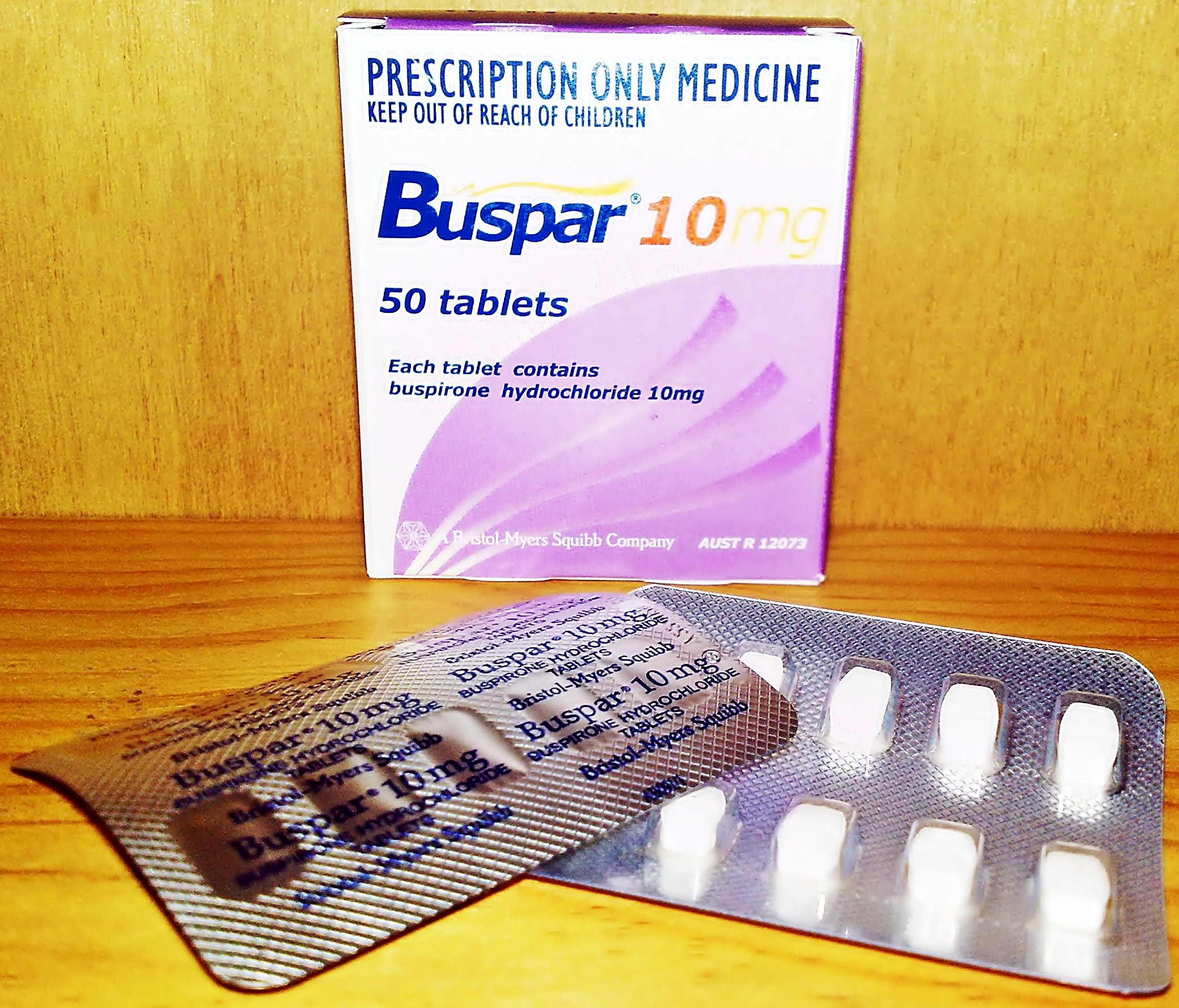
Opakowanie z tabletkami 10 mg Busparu

## Preparaty
Buspirone, Buxal, Buspar, Bespar, Mabuson, Spamilan